# Burutaube
Die Burutaube (Treron aromaticus), auch Molukken-Pompadurtaube genannt, ist eine kurzschwänzige Art der Taubenvögel. Sie ist ein Endemit einer einzigen indonesischen Insel. Sie galt lange als eine Unterart der Sri-Lanka-Pompadourtaube, die Unterschiede zu dieser Art sind jedoch so ausgeprägt, dass sie als eigenständige Art durchgehend anerkannt ist.
Die Bestandssituation der Burutaube wird von der IUCN mit potenziell gefährdet (near threatened) angegeben, da die Bestandszahlen stetig zurückgehen.

## Erscheinungsbild
Die Burutaube erreicht eine Körperlänge von 28 Zentimeter. Sie ist eine mittelgroße, kompakt gebaute Taube mit einem kräftigen Schnabel, die etwas so groß ist wie eine Lachtaube. Der Geschlechtsdimorphismus ist nur geringfügig ausgeprägt. Die beiden Geschlechter unterscheiden sich überwiegend durch die Färbung des Mantels. Dem Weibchen fehlt hier die kastanienbraune Färbung.
Der Vorderkopf ist weißlich grau, der Scheitel und der Nacken sind grau, die Zügel und der schmale Überaugenstreif sind olivfarben. Der Hinterhals ist dunkel olivfarben, der Mantel ist beim Männchen kastanienbraun. Bei einigen Individuen ist der Mantel durch ein graues Band vom Nacken abgesetzt.
Die kleinen Flügeldecken sind dunkel schiefergrau. Die oberste Federreihe der mittleren Flügeldecken ist dunkel olivfarben mit leuchtend gelben Säumen. Die übrigen Federn der mittleren Flügeldecken sind schwarz mit schmalen gelben Säumen. Die großen Flügeldecken sind schwarz mit schwefelgelben Säumen an den Außenfahnen. Die Armschwingen sind schwarz und weisen ebenfalls gelbe Säume auf. Die Handschwingen sind schwarz mit schmalen gelben oder weißen Säumen. Der Rücken ist dunkel olivfarben, die Oberschwanzdecken sind etwas heller. Die mittleren Steuerfedern sind leuchtend olivfarben, die übrigen Steuerfedern sind auf der Oberseite olivfarben bis grau. Über die äußeren Steuerfedern verläuft ein breites blassgraues Endband.
Das Kinn und die Kehle sind grüngelb. Die Brust ist ebenfalls hell olivfarben. Der Bauch ist hell bis weißlich graugrün. Die Schenkel sind dunkel graugrün und weisen in der Regel breite gelbe Säume auf. Die Unterschwanzdecken sind grün-weißlich. Die Steuerfedern sind auf der Unterseite schwarz mit einem breiten blassgrauen Endband. Die Iris ist rosa mit einem blassblauen äußeren Ring. Der schmale Orbitalring ist blau. Die Wachshaut und die Schnabelbasis sind dunkel, die Schnabelspitze ist bläulich hornfarben. Die Füße sind ziegelrot.

## Verbreitungsgebiet

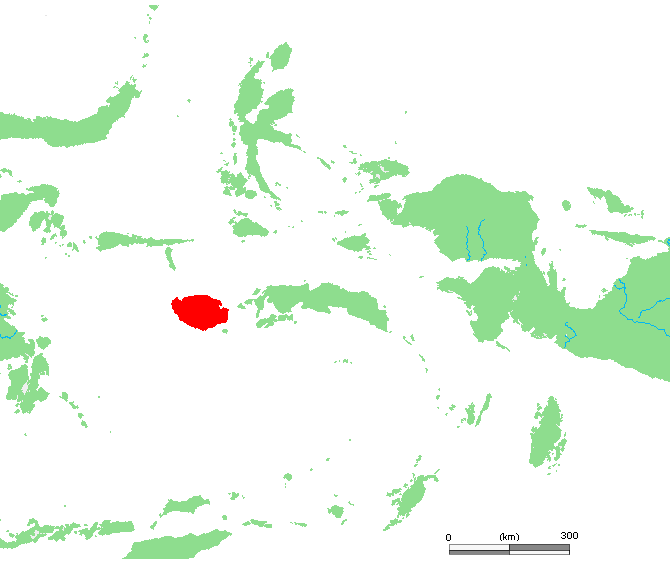
Die indonesische Insel Buru

Die Burutaube ist in ihrer Verbreitung auf die indonesische Insel Buru begrenzt, die zur Inselgruppe der Molukken gehört. Die stark bewaldete Insel ist 8.473 km² groß und wird von etwa 125.000 Menschen bewohnt. Buru weist eine Reihe von Inselendemiten auf. Mindestens zehn Vogelarten kommen nur auf dieser Insel vor. Dazu zählt unter anderem der Mada-Spatelschwanzpapagei, der Burupieper und der vom Aussterben bedrohte, sehr seltene Burulori.
Die Burutaube besiedelt auf dieser Insel Wälder, Waldränder und hochgewachsene Sekundärwälder bis in Höhenlagen von 730 Meter. Sie gilt als potentiell bedroht, weil sie auf der Insel bejagt wird und gleichzeitig durch Entwaldung bedroht ist.

## Lebensweise
Die Burutaube kommt überwiegend in kleinen Trupps von bis zu einem dutzend Individuen vor. An sehr reichhaltig fruchttragenden Bäumen kann es auch zu Ansammlungen von größeren Trupps kommen.
Das Nahrungsspektrum umfasst eine sehr große Bandbreite an Früchten, Beeren und Knospen. Eine besondere Rolle in der Ernährung spielen Feigen, die die Tauben gewöhnlich direkt vom Ast picken. Auf den Boden kommt diese Taube überwiegend nur zum Trinken. Das Nest ist taubentypisch eine lose Plattform aus kleinen Ästchen. Das Gelege besteht aus zwei Eiern. Beide Elternvögel sind an der Bebrütung der Eier beteiligt. Die Nestlinge schlüpfen 12 bis 14 Tage nach Brutbeginn.